# Marià Brossa i Arnó
Marià Brossa i Arnó va néixer el 1831 al poble de Sant Andreu de Palomar (avui Barcelona) i hi morí el 1881. Fou polític i periodista. També fou alcalde de Sant Andreu de Palomar el 1869.